# 뉴욕 지하철 C선
뉴욕 지하철 C선은 뉴욕 지하철의 운행 계통으로 B 디비전에 속해있다. 총연장은 19-마일-long (31 km)이다. 맨해튼의 IND 8번로선을 사용하기 때문에 색상은 선명한 파랑이다. C는 워싱턴하이츠의 168번가와 이스트뉴욕의 유클리드 애비뉴, 맨해튼의 서 센트럴 파크/8번로 경유, 브루클린의 풀튼가(Fulton Street) 간을 심야를 제외한 모든 시간대에 운영되며, 전체 경로를 따라 완행으로 운행한다. 심야 시간 동안 A 열차가 낮 시간 동안의 전체 C 급행 경로를 따라 모든 역에 정차한다. 이전에는 브롱크스의 IND 콘코스선을 따라 베드포드 파크 블러바드 행으로 운행했다.

## 역사
C 및 CC 운행 체계는 IND 콘코스선이 개통된 1933년 7월 1일에 가동되기 시작했다. 인디펜던트 서브웨이 시스템(IND)는 급행 서비스에는 한 개 문자를 표시하고, 완행 서비스에는 두 개 문자를 표시했다. CC는 러시아워 동안 베드포드 파크 블러바드와 챔버스 스트리트/세계 무역 센터 (당시 허드슨 터미널(Hudson Terminal)로 알려짐)간을 운행했으며, 비 러시아워 시간에는 205번가까지 운행되었다. C는 러시아워 동안 205번가에서 브루클린의 베르겐 스트리트까지 운행했다.
1933년 8월 19일부터 C 계통은 베르겐 스트리트에서 끊었지만, 러시아워 시간에는 운행하기 시작했다.
동시에 CC 계통은 러시아워 시간 동안 205번가에서 끊었다.
1936년 1월 1일 C 계통이 제이 스트리트-버러 홀까지 확장되었다. 1937년 4월 9일, C 계통이 호이트-셔머혼 스트리트로 확장되었다. 1937년 7월 1일 이후, 일부 C 열차는 오전 러시아워에서는 남방면 베르겐 스트리트로, 오후 러시아워에서는 북방면으로 계속 운행되었다. 또한 동일한 날짜에, 주말 C 계통이 중단되었으며 CC 계통이 205번가로 연장되어 보완되었다.

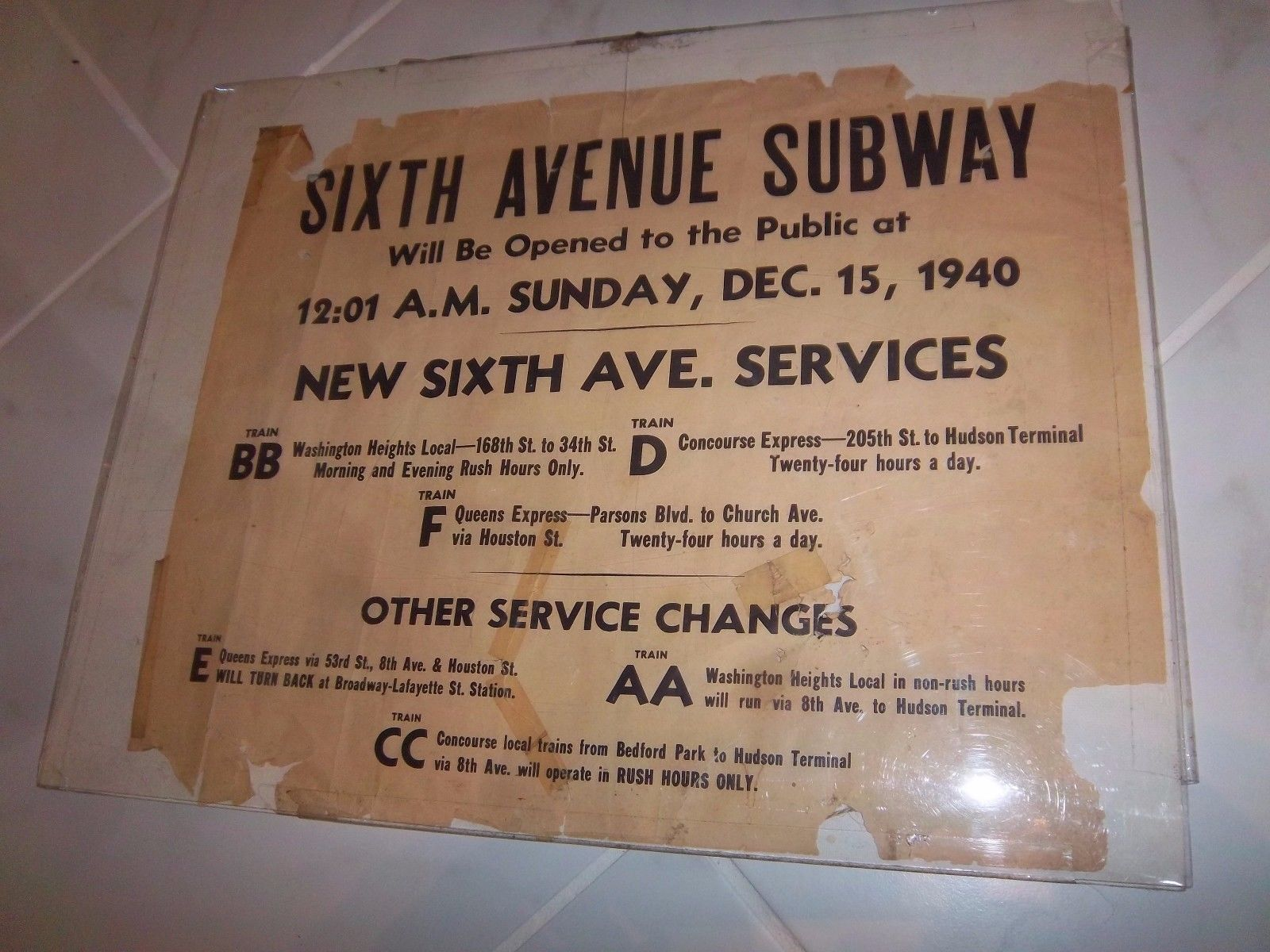
1940년 12월 15일 일요일 오전 12시 1분 6번로 지하철 일반 개방예정 안내판

1940년 12월 15일부터 D 열차는 IND 6번로선이 개통됨에 따라 운행을 시작했다. 이 계통은 피크 바향 콘코스 급행(Concourse Express)으로 C에 합류했다. CC 열차는 러시아워와 토요일에 허드슨 터미널과 베드포드 파크 사이를 운행했으며, 다른 시간에는 D가 CC 계통을 대체하는 브롱크스 완행역을 만들었다. 같은 날, 아침 러시아워 일부정차 서비스가 브루클린의 205번가, 브롱크스 및 유티카 애비뉴사이에서 시작되어 IND 풀턴 스트리트선에서 완행 정류장을 만들었다.
1944년 10월 10일부터, C 열차가 토요일에 더 이상 운행하지 않았다.
1949년 10월 24일, C 급행 서비스가 중단되었다. 이 손실을 상쇄하기 위해 추가 D 서비스가 추가되었다. 러시 아워 동안에만 운행된 CC는 월요일부터 금요일까지 브로드웨이-라파예트 스트리트역에서 종착하기 시작했으며, 토요일 CC 계통은 허드슨 터미널에서 계속 운행했다.
1951년 12월 29일 토요일에 CC 열차가 중단되었다.
1954년 10월 30일, CC 열차는 허드슨 터미널의 이전 종착지로 돌아왔다.
| 1967–1979 운행 기호 |

| 1979–1985 운행 기호 |

1976년 8월 30일, CC 열차는 IND 풀튼 스트리트선 및 IND 락어웨이선을 따른 러시아워 완행 노선으로 E 열차를 대체했으며, 브루클린과 맨해튼을 거쳐 퀸스의 락어웨이 파크-비치 116번가에서 브롱크스의 베드포드 파크 블러바드까지 운행한다. 지하철에서 4개의 자치구를 모두 지나는 유일한 계통이었다. 락어웨이 파크 셔틀 HH는 CC로 개명되었다. 이 셔틀은 늦은 밤을 제외하고 혼잡 외 시간에는 브로드 채널과 락어웨이 파크(Rockaway Park) 사이를 운행했다. 이를 통해 락어웨이 파크 발/행의 모든 주간 서비스는 CC로 선정되었다. 늦은 밤, 셔틀은 해멜스 와이(Hammels Wye)를 경유하여 유클리드 애비뉴, 락어웨이 파크 및 파 락어웨이-모트 애비뉴 사이를 운행했고, A로 표시되었다.
1977년 8월 28일 심야 AA 계통이 삭제되었다. 이제 A는 밤에 완전히 완행으로 운영된다.
| 1979-1985 기호 |

1985년 5월 6일, IND에서 완행 계통을 나타내기 위해 이중 문자를 사용하는 관행이 중단되었다. AA는 K로 변경되었고 러시아워 CC 계통은 C로 바뀌었다. 비혼잡 시간의 락어웨이 파크 셔틀은 H로 변경되었다.이 변경은 1987년 5월 24일까지 공식적으로 일정에 반영되지 않았다.
| 1985-1988 K 기호 |

1988년 12월 10일, K 지정이 중단되었다. 해당 계통은 늦은 밤을 제외한 전 시간 운행이 C에 병합되었다. C는 러시아워 때는 베드포드 파크 블러바드에서 락어웨이 파크까지, 낮 시간대에는 145번가에서 유클리드 애비뉴까지, 저녁과 주말에는 145번가에서 세계 무역 센터까지 운영되었다. A는 이제 오후 시간대에 브루클린에서 급행으로 운행하며, B는 오후 및 이른 저녁 시간대에 168번가 행으로 확장되었다.
1992년 10월 23일 러시아워 C 계통이 락어웨이 파크 – 비치 116번가에서 유클리드 애비뉴 구간으로 줄었다. 이제, 러시아워 시간에는 맨해튼에서 락어웨이 파크까지 각 방향으로 5회간 A를 운행하며 락어웨이 파크 셔틀(H에서 S로 개칭)은 항상 브로드 채널과 락어웨이 파크 사이에서 운행된다.
1995년 4월부터 C 계통은 낮 시간대 및 주말에 168번가로 연장되었다. 1995년 11월 낮 운행이 145번가로 줄었다.
1998년 3월 1일, 센트럴 파크 웨스트(Central Park West)를 따라 완행으로 달리던 B와 C는 북부 종착지를 전환하여 C와 브롱크스 사이의 연결을 종료했다. 하루 중 시간대에 따라 세 가지 다른 종착지를 번갈아 사용하는 대신 모든 C 계통이 이제 168번가에서 종착하게 되었다.
1999년 4월부터 C 열차는 저녁과 주말에 유클리드 애비뉴로 확장되었다. 이제 C는 브루클린과 맨해튼에서, 그리고 A 급행은 늦은 밤을 제외하고 항상 완행으로 운행된다.
2001년 9월 11일에 발생한 테러로 인해, 세계 무역 센터 역은 일시적으로 E 계통의 종착역으로 사용할 수 없게 되었다. C 계통은 2001년 9월 24일까지 일시 운행 중단되었다. 센트럴 파크 웨스트의 완행 계통은 A와 D로 대체되었고, E는 브루클린의 C 계통을 대체하여 커낼 스트리트 ~ 유클리드 애비뉴 구간으로 확장되었다.
2005년 1월 23일 챔버스 스트리트 신호실에서 발생한 화재로 A 및 C 계통에 장애가 생겼다. 초기 평가에서는 정상적인 서비스를 복원하는데 수년이 걸릴 것으로 예상했지만, 손상된 장비는 사용 가능한 예비 부품으로 교체되었으며, 4월 21일 정상 서비스가 재개되었다.

## 유지 관리 및 승차자 문제
2012년 8월, Straphangers Campaign에서는 C 열차를 4년 연속 뉴욕 지하철 서비스 중 최악으로 평가했다. 다른 계통에서는 3년 이상 연속으로 최악의 순위에 오른 적이 없었다. 그룹은 C가 연간 Subway Report Card의 6가지 범주 중 3가지 범주(운행 일정량, 실내 청결도, 고장률)에서 최악의 상황을 겪었음을 발견했다. 또한 7 이후의 차량 품질 발표에서 최하위를 차지했으나, 정기적 운행 및 밀집도에서 평균 이상을 기록했다. 뉴욕 타임스는 시스템에서 가장 오래된 차량인 R32를 인용하여, C를 "뉴욕 지하철에서 가장 사랑받지 못하는 노선"라고 불렀다. 2011년 및 2012년 여름에는 R46 차량이 이 서비스를 사용하고 R32는 A로 이동하여 구형 냉방 장치가 항상 지하에서 작동하지 못하도록 했다. 2013년 부터 일부 R160A 차량은 여름철에 먼저 이 서비스를 운영한 다음 영구적으로 사용한다.; 같은 이유로 대부분의 R32가 J/Z 지상 구간으로 옮겨졌다. 2015년 5월까지 C 열차의 절반 이상이 R160A로 운행했다.

## 운행 체계 정보

### 운행 정보
다음 표는 C선으로 사용되는 노선을 나타낸다.:
| 노선                | 기점                     | 종점            | 트랙 |
| ------------------- | ------------------------ | --------------- | ---- |
| IND 8번로선         | 168번가                  | 커낼 스트리트   | 완행 |
| IND 8번로선         | 챔버스 스트리트          | 하이 스트리트   | 모두 |
| IND 풀튼 스트리트선 | 제이 스트리트-메트로테크 | 유클리드 애비뉴 | 완행 |

### 역 정보
자세한 역 목록은 위에 나열된 문서를 참고할 것.
| 역 서비스 범례                        | 역 서비스 범례                            |
| ------------------------------------- | ----------------------------------------- |
| 전 시간대에 정차                      | 전 시간대에 정차                          |
| 새벽 시간대를 제외한 전 시간대에 정차 | 심야 시간대를 제외한 전 시간대에 정차     |
| 평일에만 정차                         | 평일에만 정차                             |
| 운영 중단                             | 운영 중단                                 |
| 시간대 세부 정보                      |                                           |
|                                       |                                           |
| 장애인 접근                           | 미국 장애인법 적용 역                     |
| ↑                                     | 미국 장애인법에 따라 화살표만 표시하는 역 |
| ↓                                     | 미국 장애인법에 따라 화살표만 표시하는 역 |
|                                       | 중이층으로만 이동가능한 엘리베이터        |

| C 서비스                              | 역 (한글)                          | 역 (영문)                               |   | 환승 정보 | 교통 연결 및 참고                                                                      |
| ------------------------------------- | ---------------------------------- | --------------------------------------- | - | --- | -------------------------------------------------------------------------------------- |
| 맨해튼                                |                                    |                                         |   | |                                                                                        |
| 8번로선                               |                                    |                                         |   | |                                                                                        |
| 새벽 시간대를 제외한 전 시간대에 정차 | 168번가                            | 168th Street                            |   | A 1 (IRT 브로드웨이-7번로선) |                                                                                        |
| 새벽 시간대를 제외한 전 시간대에 정차 | 163번가-암스테르담 애비뉴          | 163rd Street–Amsterdam Avenue           |   | |                                                                                        |
| 새벽 시간대를 제외한 전 시간대에 정차 | 155번가                            | 155th Street                            |   | |                                                                                        |
| 새벽 시간대를 제외한 전 시간대에 정차 | 145번가                            | 145th Street                            |   | A B D (IND 콘코스선) |                                                                                        |
| 새벽 시간대를 제외한 전 시간대에 정차 | 135번가                            | 135th Street                            |   | 틀:NYCS Eighth center local day |                                                                                        |
| 새벽 시간대를 제외한 전 시간대에 정차 | 125번가                            | 125th Street                            |   | A B D | M60 셀렉트 버스 서비스를 통해 라과디아 국제공항 이용 가능                              |
| 새벽 시간대를 제외한 전 시간대에 정차 | 116번가                            | 116th Street                            |   | 틀:NYCS Eighth center local day |                                                                                        |
| 새벽 시간대를 제외한 전 시간대에 정차 | 캐시드럴 파크웨이-110번가          | Cathedral Parkway–110th Street          |   | 틀:NYCS Eighth center local day |                                                                                        |
| 새벽 시간대를 제외한 전 시간대에 정차 | 103번가                            | 103rd Street                            |   | 틀:NYCS Eighth center local day |                                                                                        |
| 새벽 시간대를 제외한 전 시간대에 정차 | 96번가                             | 96th Street                             |   | 틀:NYCS Eighth center local day |                                                                                        |
| 새벽 시간대를 제외한 전 시간대에 정차 | 86번가                             | 86th Street                             |   | 틀:NYCS Eighth center local day | M86 셀렉트 버스 서비스                                                                 |
| 새벽 시간대를 제외한 전 시간대에 정차 | 81번가-뮤지엄 오브 내츄럴 히스토리 | 81st Street–Museum of Natural History   |   | 틀:NYCS Eighth center local day |                                                                                        |
| 새벽 시간대를 제외한 전 시간대에 정차 | 72번가                             | 72nd Street                             |   | 틀:NYCS Eighth center local day |                                                                                        |
| 새벽 시간대를 제외한 전 시간대에 정차 | 59번가-컬럼버스 서클               | 59th Street–Columbus Circle             |   | A B D 1 (IRT 브로드웨이-7번로선) |                                                                                        |
| 새벽 시간대를 제외한 전 시간대에 정차 | 50번가                             | 50th Street                             | ↓ | E (IND 퀸즈 블러바드선) | 남쪽 방면에서만 ADA-액세서빌(접근성) 가능                                              |
| 새벽 시간대를 제외한 전 시간대에 정차 | 42번가-포트 오소리티 버스 터미널   | 42nd Street–Port Authority Bus Terminal |   | A E 1 2 3 (IRT 브로드웨이-7번로선) 7 <7> (IRT 플러싱선) N Q R W (BMT 브로드웨이선) S (42번가 셔틀) : 타임스 스퀘어-42번가                                              | 포트 오소리티 버스 터미널 M34A 셀렉트 버스 서비스                                      |
| 새벽 시간대를 제외한 전 시간대에 정차 | 34번가-펜역                        | 34th Street–Penn Station                |   | A E | M34 / M34A 셀렉트 버스 서비스 펜실베이니아역에서 암트랙, LIRR, 뉴저지 트랜싯 이용 가능 |
| 새벽 시간대를 제외한 전 시간대에 정차 | 23번가역                           | 23rd Street                             |   | E | M23 셀렉트 버스 서비스                                                                 |
| 새벽 시간대를 제외한 전 시간대에 정차 | 14번가                             | 14th Street                             |   | A E L (BMT 캐나시선) |                                                                                        |
| 새벽 시간대를 제외한 전 시간대에 정차 | 웨스트 4번가-워싱턴 스퀘어         | West Fourth Street–Washington Square    |   | A E B D F M (IND 6번로선) | PATH 환승 가능: 9번가역                                                                |
| 새벽 시간대를 제외한 전 시간대에 정차 | 스프링 스트리트                    | Spring Street                           |   | E |                                                                                        |
| 새벽 시간대를 제외한 전 시간대에 정차 | 커낼 스트리트                      | Canal Street                            |   | A E |                                                                                        |
| 새벽 시간대를 제외한 전 시간대에 정차 | 챔버스 스트리트                    | Chambers Street                         |   | 틀:NYCS Eighth far south 2 3 (IRT 브로드웨이-7번로선: 파크 플레이스역)                                                                                                 | PATH 환승 가능: 세계 무역 센터역                                                       |
| 새벽 시간대를 제외한 전 시간대에 정차 | 풀튼 스트리트                      | Fulton Street                           |   | A 2 3 (IRT 브로드웨이-7번로선) 4 5 (IRT 렉싱턴 애비뉴선) J Z (BMT 나소 스트리트선) 데이 스트리트 패시지웨이를 거쳐 코트랜드 스트리트역의 N R W (BMT 브로드웨이선) 연결 |                                                                                        |
| 브루클린                              |                                    |                                         |   | |                                                                                        |
| 새벽 시간대를 제외한 전 시간대에 정차 | 하이 스트리트                      | High Street                             |   | A |                                                                                        |
| 풀튼 스트리트선                       |                                    |                                         |   | |                                                                                        |
| 새벽 시간대를 제외한 전 시간대에 정차 | 제이 스트리트-메트로테크           | Jay Street–MetroTech                    |   | A F <F> 틀:NYCS Fourth Montague day (BMT 4번로선) |                                                                                        |
| 새벽 시간대를 제외한 전 시간대에 정차 | 호이트-셔머혼 스트리트             | Hoyt–Schermerhorn Streets               |   | A G (IND 크로스타운선) |                                                                                        |
| 새벽 시간대를 제외한 전 시간대에 정차 | 라파예트 애비뉴                    | Lafayette Avenue                        |   | |                                                                                        |
| 새벽 시간대를 제외한 전 시간대에 정차 | 클린턴-워싱턴 애비뉴               | Clinton–Washington Avenues              |   | |                                                                                        |
| 새벽 시간대를 제외한 전 시간대에 정차 | 프랭클린 애비뉴                    | Franklin Avenue                         |   | 틀:NYCS Franklin (BMT 프랭클린 애비뉴선) |                                                                                        |
| 새벽 시간대를 제외한 전 시간대에 정차 | 노스트란드 애비뉴                  | Nostrand Avenue                         |   | A | B44 셀렉트 버스 서비스, LIRR 애틀랜틱 지선 환승 가능: 노스트란드 애비뉴역              |
| 새벽 시간대를 제외한 전 시간대에 정차 | 킹스턴-트루프 애비뉴               | Kingston–Throop Avenues                 |   | | B15 버스를 통해 JFK 국제공항 이용 가능                                                 |
| 새벽 시간대를 제외한 전 시간대에 정차 | 유티카 애비뉴                      | Utica Avenue                            |   | A | B46 셀렉트 버스 서비스                                                                 |
| 새벽 시간대를 제외한 전 시간대에 정차 | 랄프 애비뉴                        | Ralph Avenue                            |   | |                                                                                        |
| 새벽 시간대를 제외한 전 시간대에 정차 | 락어웨이 애비뉴역                  | Rockaway Avenue                         |   | |                                                                                        |
| 새벽 시간대를 제외한 전 시간대에 정차 | 브로드웨이 정션                    | Broadway Junction                       |   | A J Z (BMT 자메이카선) L (BMT 캐나시선) |                                                                                        |
| 새벽 시간대를 제외한 전 시간대에 정차 | 리버티 애비뉴                      | Liberty Avenue                          |   | |                                                                                        |
| 새벽 시간대를 제외한 전 시간대에 정차 | 반 시클렌 애비뉴                   | Van Siclen Avenue                       |   | |                                                                                        |
| 새벽 시간대를 제외한 전 시간대에 정차 | 쉐퍼드 애비뉴                      | Shepherd Avenue                         |   | |                                                                                        |
| 새벽 시간대를 제외한 전 시간대에 정차 | 유클리드 애비뉴                    | Euclid Avenue                           |   | A |                                                                                        |